# Vojenský řád Maxe Josefa
Vojenský řád Maxe Josefa (německy Militär-Max-Joseph-Orden) byl bavorský vojenský řád. Založil ho bavorský král Maxmilián I. Josef 1. března roku 1806 jako nejvyšší bavorský vojenský záslužný řád a byl udělován důstojníkům za statečnost v boji. Byl rozdělen na tři třídy. Řád byl spojen s nedědičným šlechtickým titulem, kdy k občanskému jménu byl připojen titul Ritter von (rytíř, příklad Wilhelm Ritter von Leeb).

## Vzhled řádu

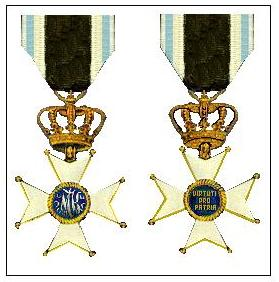
Přední a zadní strana odznaku.

Odznakem je zlatý bíle smaltovaný osmihrotý kříž, zakončený kuličkami a převýšeného korunou. V modrém středu se vepsáno motto řádu Virtuti pro patria (Zásluze o vlast), na zadní straně je pak umístěna iniciála zakladatele řádu M J K (Maximilian Joseph König / Maxmilián Josef král). Mezi rameny kříže se nachází zlaté paprsky (chybí u rytířského stupně).
Hvězda je stříbrná a osmicípá. V jejím středu je umístěn odznak řádu (viz výše).
Stuha černá s modro-bílými pruhy po stranách.

## Dělení
- velkokříž – velkostuha doleva, hvězda
- komtur – u krku
- rytíř – na prsou